# Gefahrstoffrecht
Im weitesten Sinne versteht man unter Gefahrstoffrecht die Gesamtheit aller Regelungen, die dem Schutz von Mensch und Umwelt vor gefährlichen Stoffen dienen sollen. 
Man unterscheidet das allgemeine Gefahrstoffrecht (Chemikaliengesetze i. e. S. und seinen Verordnungen) und das spezielle Gefahrstoffrecht, das unter anderem das Pflanzenschutzrecht, das Düngemittelrecht, das Futtermittelrecht, das Lebensmittelrecht, das Arzneimittelrecht und das Tierseuchenrecht umfasst.

## Rechtliche Regelungen

### Internationale Abkommen und Reglements
- FAO International Code of Conduct on the distribution and use of Pesticides, Rom 1985
- Rotterdam Convention on the Prior Informed Consent Procedure for Certain Hazardous Chemicals and Pesticides in International Trade (Rotterdamer Übereinkommen, PIC-Konvention), Rotterdam 1998
- Stockholm Convention on Persistent Organic Pollutants (Stockholmer Übereinkommen, POP-Konvention) Stockholm, 2001
- Convention on Civil Liability for Damage Caused during Carriage of Dangerous Goods by Road, Rail, and Inland Navigation Vessels (CRTD), Genf, 1989[1]
- Convention on the ban of the Import into Africa and the Control of Transboundary Movements and Management of Hazardous Wastes within Africa, Bamako 1991
- Convention on the Transboundary Effects of Industrial Accidents, Helsinki, 1992
- Global harmonisiertes System zur Einstufung und Kennzeichnung von Chemikalien – die zukünftige gemeinsame Basis der internationalen Gefahrgut- und -stoffkennzeichnung der UN: Das Europäische Parlament und der Rat haben beschlossen, das GHS  der Vereinten Nationen in Europa ab 2010 für Stoffe und ab 2015 für Zubereitungen umzusetzen (Verordnung (EG) Nr. 1272/2008)

### EU
- Richtlinie 96/82/EG zur Beherrschung der Gefahren bei schweren Unfällen mit gefährlichen Stoffen (Seveso-II-Richtlinie), betreffend Umweltschutz in Verbindung mit den Produktionsstätten
- Richtlinie 1999/45/EG über Verpackung und Kennzeichnung gefährlicher Zubereitungen (Zubereitungsrichtlinie) Die Richtlinie ist außer Kraft durch folgende VO.
- Verordnung (EG) Nr. 1272/2008 (CLP) über Einstufung, Kennzeichnung und Verpackung von Stoffen und Gemischen (CLP-Verordnung)
- EG-Richtlinie 2011/65/EU zur Beschränkung der Verwendung bestimmter gefährlicher Stoffe in Elektro- und Elektronikgeräten (RoHS-Richtlinie)
- Verordnung (EG) Nr. 1907/2006  zur Registrierung, Bewertung, Zulassung und Beschränkung chemischer Stoffe (REACH-Verordnung)
- Verordnung (EWG) Nr. 259/93 zur Überwachung und Kontrolle der Verbringung von Abfällen in der, in die und aus der Europäischen Gemeinschaft (EU-Abfallverbringungsverordnung)